# Peter Zeidler
Peter Zeidler (Schwäbisch Gmünd, 1962. augusztus 8. –) német labdarúgóedző.

## Pályafutása
Peter Zeidler játékos pályafutása nem mondható jelentősnek, edzőként pedig az Aalen csapatánál dolgozott először, 2002-ben. Egy évig volt a Stuttgarter Kickers vezetőedzője, majd Ralf Rangnick asszisztensként dolgozott a Hoffenheimnél, mielőtt a francia Tours edzője lett volna. 2012-ben a Lieferingnél, a Salzburg fiókcsapatánál lett vezetőedző, majd 2015. december 3-án Thomas Letscht váltotta a Red Bull Salzburg kispadján. 2016 augusztusában a svájci Sion edzője lett. 2017. június 1-jén a Sochaux menedzserének nevezték ki, majd hatéven keresztül a svájci St. Gallen edzője volt. 2024. június 3-án a német VfL Bochum ajánlatát fogadta el, de októberben menesztették.